# Hippokrates von Gela
Hippokrates (altgriechisch Ἱπποκράτης Hippokrátēs; † 491 v. Chr.) war ein Tyrann der Stadt Gela auf Sizilien.
Hippokrates war ein Bruder des Kleandros, der ab etwa 505 v. Chr. Tyrann von Gela war. Zusammen mit ihm gründete er Festungen auf den Bergen nördlich von Gela zum Schutz der Stadt. Nach dem Tod des Kleandros 498 v. Chr. trat Hippokrates nach einem kurzen Bürgerkrieg dessen Nachfolge als Tyrann von Gela an.
Hippokrates erweiterte das Heer, vor allem die berittenen Truppen. Dabei nahm er sowohl Griechen als auch Sikeler auf. Mit diesen Truppen zog er über die Berge in das chalkidische Siedlungsgebiet und eroberte Naxos, Zankle und Leontinoi. Dort setzte er ihm ergebene Tyrannen ein. Die geplante Eroberung von Syrakus erwies sich jedoch als undurchführbar, da er keine Flotte besaß und nicht auf die Unterstützung durch die dortigen ärmeren Bevölkerungsschichten rechnen konnte. Durch Verhandlungen 492 v. Chr. unter der Vermittlung von Korinth erreichte er jedoch, dass ihm Kamarina zugesprochen wurde. Hippokrates starb kurz danach bei einem Feldzug gegen die Sikeler.